# Läckö slotts operaverksamhet

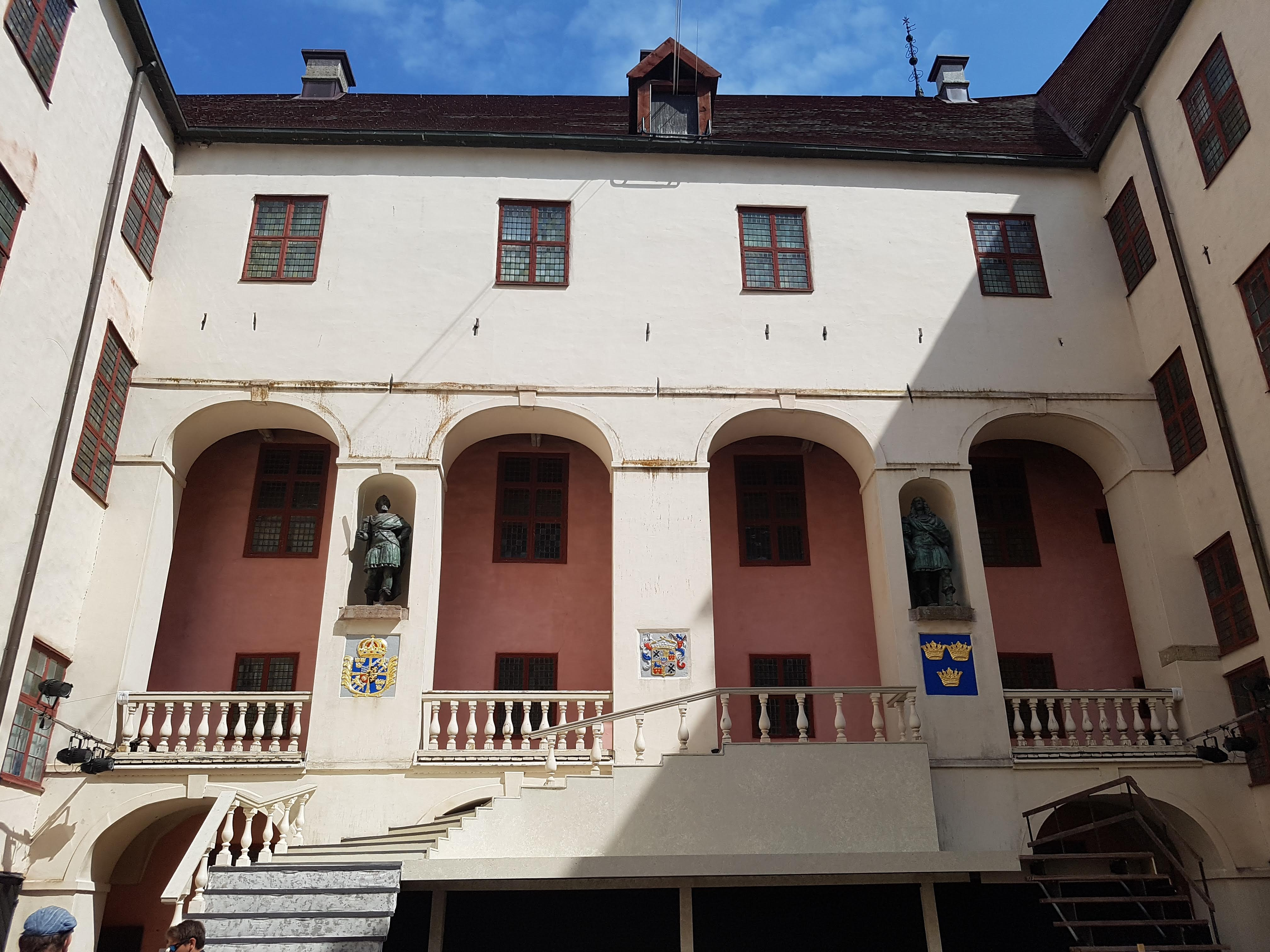
Borggården utgör scen för sommaroperan vid Läckö slott.

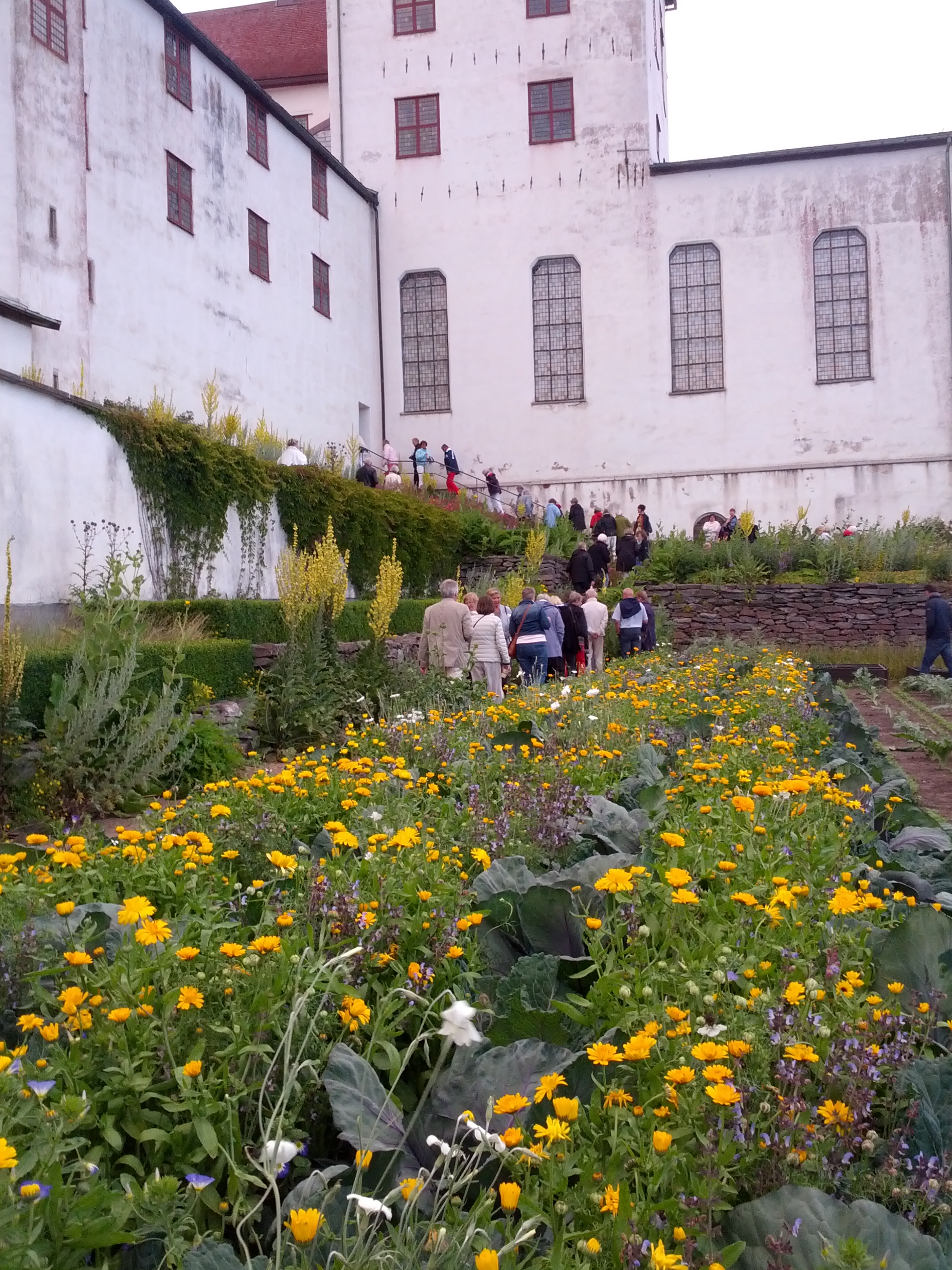
Paus under operaföreställningen av Beatrice & Benedict (2015).

Läckö slotts operaverksamhet, även kallad Läckö slottsopera eller Läckö slotts sommaropera är en återkommande svensk operaproduktion som spelas på Läckö slott, Lidköping på sommaren. Operaföreställningen sätts upp varje sommar på Läckö slotts borggård.

## Om operaverksamheten
Läckö slott är ett barockslott med anor från 1200-talet, som har varit obebott sedan tidigt 1800-tal. Slottet används idag till utställningar, musikföreställningar och liknande verksamhet. Sedan 1997 har opera spelats på Läckö slott. En ny opera sätts upp varje år på den stora borggården. Scenen formgivs och byggs upp på nytt varje år, anpassad efter året föreställning. Ett drygt 400 kvadratmeter stort segeltak sattes upp 2016 i takstolarna i slottets tak, och kan spännas ut vid regnväder. Vid själva föreställningen ställs stolar till besökarna fram på borggården. 
Verksamhetsledaren för opera och scenkonst på Läckö slott är Catarina Gnosspelius och återkommande dirigent är Simon Phipps. Återkommande konsertmästare för Läckö Kammarorkester är Per Drougge. Ensemble och orkester ändras från år till år.
De två nyskrivna operor som har satts upp är Magnus Gabriel (2008) och Det går an (2016). Verket Magnus Gabriel  var komponerat av Daniel Börtz, till Iwar Bergkvists libretto. Åtta år senare sattes nyproduktionen av Det går an upp i ett samarbete mellan Läckö slott stiftelse och Operaverkstaden, Malmö Opera. Musiken var nyskriven av Daniel Fjellström, och Maria Sundqvist skrev dramatiseringen och librettot. Operan Det går an sattes upp på Läckö slott, och sattes sedan upp på Kulturen i Lund för två föreställningar.

## Spelade verk
- 1997 − Cosí fan tutte (Mozart)[6]
  - Regissör: Catarina Gnosspelius
  - Dirigent: Mårten Landström
- 1998 − Figaros Bröllop (Mozart)[7]
  - Regissör: Catarina Gnosspelius
  - Dirigent: Mårten Landström
- 1999 − Don Giovanni (Mozart)[8]
  - Regissör: Catarina Gnosspelius
  - Dirigent: Mårten Landström
- 2000 − Den öde ön (Haydn)[9]
  - Regissör: Niklas Hellberg
  - Dirigent: Miguel Ramos
- 2001 − Trohetens pris (Haydn)[10]
  - Regissör: Niklas Hellberg
  - Dirigent: Miguel Ramos
- 2002 − Don Pasquale (Donizetti)[11][12]
  - Regissör: Catarina Gnosspelius
  - Dirigent: Sonny Jansson
- 2003 − Enleveringen ur Seraljen (Mozart)[13][14]
  - Regissör: Bill Bankes-Jones
  - Dirigent: Simon Phipps
- 2004 − Horoskopet (Chabrier)[15][16]
  - Regissör: Sven-Åke Gustavsson
  - Dirigent: Simon Phipps
- 2005 − Tiggarens Opera (Gay)[17][18]
  - Regissör: Catarina Gnosspelius
  - Dirigent Olof Boman
- 2006 − Äkta kärlek: sökes (Rossini)[19][20]
  - Regissör: Stina Ancker
  - Dirigent: Simon Phipps
- 2007 − Albert Herring (Britten)[21][22]
  - Regissör: Bernt Höglund
  - Dirigent: Simon Phipps
- 2008 − Magnus Gabriel (Börtz)[3][23][24]
  - Regissör: Elisabet Ljungar
  - Dirigent: Simon Phipps
- 2009 − Italienskan i Alger (Rossini)[25][26]
  - Regissör: Henry Bronett
  - Dirigent: Simon Phipps
- 2010 − Den tjuvaktiga skatan (Rossini)[27][28][29]
  - Regissör: William Relton
  - Dirigent: Simon Phipps
- 2011 − The Turn of the Screw (Britten)[30][31][32]
  - Regissör: Patrik Sörling
  - Dirigent: Simon Phipps
- 2012 − Den listiga lilla räven (Janacek)[33][34][35]
  - Regissör: Linda Mallik
  - Dirigent: Simon Phipps
- 2013 − En Midsommarnattsdröm (Britten)[36]
  - Regissör: Åsa Melldahl
  - Dirigent: Simon Phipps
- 2014 − Falstaff (Verdi)[37][38]
  - Regissör Märit Bergvall
  - Dirigent: Simon Phipps
- 2015 − Beatrice & Benedict (Berlioz)[39][40][41]
  - Regissör: Catarina Gnosspelius
  - Dirigent: Simon Phipps
- 2016	Det går an (Fjellström/Sundqvist)
  - Regissör: Linus Fellbom
  - Dirigent: Simon Phipps
  - Nyproduktionen av Det går an sattes upp i ett samarbete mellan Läckö slott stiftelse och Operaverkstaden vid Malmö Opera.
 Musiken var nyskriven av Daniel Fjellström och Maria Sundkvist skrev dramatiseringen och librettot.
 Operan sattes upp på Läckö slott, och sedan på Kulturen i Lund med två föreställningar.[5][42][43][44][45][4]
- 2017 − En turk i Italien (Rossini)[46][47][48]
  - Regissör: Lars Bethke
  - Dirigent: Simon Phipps
- 2018 - Vampyren (Marschner)
  - Regissör: Johannes Schmid
  - Dirigent: Simon Phipps
- 2019 – Figaros Bröllop (Mozart)
  - Regissör: Anne Barslev
  - Dirigent: Simon Kim Phipps
- 2022 – Tintomara (Werle)
  - Regissör: Mathias Ermedahl
  - Dirigent: Simon Kim Phipps
- 2023 – Macbeth (Verdi)
  - Regissör: Catarina Gnosspelius
  - Dirigent: Simon Kim Phipps